# Alpena megye
Alpena megye az Amerikai Egyesült Államokban, azon belül Michigan államban található. Megyeszékhelye és legnagyobb városa Alpena. Lakosainak száma 28 907 fő (2020. április 1.). Alpena megye Alcona, Montmorency, Oscoda és Presque Isle megyékkel határos.

## Népesség
A megye népességének változása:
| Lakosok száma | 29 546 | 29 358 | 29 244 | 29 091 | 28 803 | 28 907 |
|               | 2010   | 2011   | 2012   | 2013   | 2015   | 2020   |